# Табаров, Нур Табарович
Нур Табар (Нурмухаммад Табаров) — советский и таджикский писатель, журналист и переводчик, депутат Верховного Совета Таджикской ССР (1987—1990), министр культуры Таджикистана (1987—1990).

## Биография
Родился 15 июля 1941 года в селе Геши Орджоникидзеабадского района (ныне Вахдат) Таджикской ССР в семье служащих. Член КПСС с 1969 года.
Окончил Таджикский государственный университет (историко-филологический факультет, 1962) и Высшую партийную школу при ЦК КПСС (факультет журналистики, 1974).
С 1962 по 1968 год корреспондент, зав. отделом, ответственный секретарь и зам. главного редактора газеты «Комсомолец Таджикистана». В 1968—1970 гг. на военной службе, командир взвода парашютно-десантных войск в/ч 12182, г. Чирчик. В 1970—1972 гг. собкор «Комсомольской правды» в Таджикской ССР.
С 1972 по 1974 год слушатель ВПШ при ЦК КПСС. Руководитель отдела в газете «Коммунист Таджикистана» (1974—1976), заведующий отделом пропаганды и агитации Душанбинского комитета партии (1976—1979), редактор газеты «Точикистони совети» («Советский Таджикистан») (1979—1986).
С сентября 1986 года — заведующий отделом культуры ЦК Коммунистической партии Таджикистана. С 1987 г. министр культуры, освобожден от должности по подозрению в подстрекательстве к «февральскому мятежу» 1990 года. Исключён из КПСС, некоторое время был безработным, потом работал на второстепенных должностях.
В 1997—2011 директор «Таджиккино». В 2012—2015 гг. главный редактор литературного журнала «Памир».
Является автором сборников рассказов, очерков и статей, а также драматургических произведений.
Среди прозаических сборников его авторства значатся «Пути дальние и ближние» (1977), «Что принесёт эта весна?» (1983), кроме этого его произведения выходили в межавторских сборниках. Драматургические произведения Нура Табара публиковались в журналах «Садои Шарк», «Фонус», «Памир» и «Тамыр». Некоторые из них, в частности драмы «Обувь Абулькасима» (1982), «На перепутье» (1985) и «Последний вагон» (2001), трагедия «Опасение» (1998), исторические драмы «Что такое справедливость и что такое беззаконие?» («Послание Заратустры»; 2001) и «Жернова» (2003), были поставлены на сценах Государственного академического драматического театра имени Абулькасима Лахути и других театров Таджикистана.
Перевёл на таджикский язык около десяти произведений мировой литературы, в том числе пьесу Чехова «Три сестры».
Лауреат Премии Союза журналистов Таджикистана имени А. Лохути (1981). Член ЦК КП Таджикистана с 1981 г. Депутат Верховного Совета Таджикской ССР (созывы 9-10). Член Союза писателей СССР с 1983 года. Заслуженный работник Таджикистана. Награждён медалью Республики Казахстан «Астана».
Умер в ночь на 14 августа 2022 года. Похоронен в родном селе.
Сочинения:
- Что нам весна несет : Сб. рассказов и очерков / Нур Табаров. — Душанбе : Ирфон, 1983. — 95 с.; 20 см.
- Дар чорсу : Пьеса / Нур Табаров . — Душанбе : Ирфон , 1986. — 70 саҳ . , [ 4 ] саҳ . расм .; 17 см . — 20 т . , • 5000 н.